# Lidia Skoblikova
Lidija Pavlovna Skoblikova (Russisch: Ли́дия Па́вловна Ско́бликова) (Zlato-oest, 8 maart 1939) is een voormalig schaatsster uit de Sovjet-Unie, tegenwoordig woonachtig in Moskou. In de jaren 60 was ze behalve nationaal kampioene van de Sovjet-Unie tevens een dominante schaatsster bij internationale kampioenschappen en de Olympische Winterspelen.

## Biografie
Skoblikova nam voor het eerst deel aan de Olympische Winterspelen van 1960 te Squaw Valley in de Verenigde Staten en zou daarna gedurende de gehele jaren 60 het internationale vrouwenschaatsen blijven domineren. Ze vestigde daar haar reputatie door er de gouden medailles te winnen op de 1.500 m en de 3.000 m, waarmee ze een wereldrecord vestigde op het eerste evenement. Ze werd ook vierde op de 1.000 meter.
Haar internationale successen vielen samen met de introductie van een belangrijke innovatie in de schaatssport: het rijden op kunstijs (zowel bij de mannen als de vrouwen, hoewel in die periode bij de mannen geen prominente schaatser opkwam die op vergelijkbare wijze de wedstrijden zou weten te domineren). De jaren 60 werden in de schaatssport gekenmerkt door deze eerste technologische doorbraak: de 400 m lange kunstijsbaan. Het "historische" eerste wereldrecord schaatsen op de 1000 m voor vrouwen op kunstijs werd gerealiseerd door Skoblikova, die een 1.31,8 schaatste tijdens de Wereldkampioenschappen schaatsen allround dames van 1963 in Karuizawa, Japan. De volgende records zouden de limiet van 1.30,0 in zicht brengen, toen Stien Kaiser uit Nederland een 1.31,0 schaatste op het kunstijs van Inzell op 3 maart 1968 en Elly van der Brom uit Nederland een 1.30,0 schaatste op de natuurlijke ijs van Davos op 9 februari 1969.
Skoblikova nam drie keer deel aan de Olympische Winterspelen (in 1960, 1964 en 1968) en acht keer aan de Wereldkampioenschappen, de enige twee internationale kampioenschappen in haar actieve schaatsperiode waaraan zij echter herhaaldelijk deelnam en waarop zij haar stempel wist te drukken. Op 20 en 21 februari 1963 maakte ze een onuitwisbare indruk door tijdens de wereldkampioenschappen in Karuizawa eerst een wereldrecord te vestigen op de 1.000 meter (1 min 31,8 sec) en daarna ook de titel op de 500 meter te winnen.
Op de Winterspelen van 1960, waar het vrouwenschaatsen voor het eerst op het programma stond, begon Skoblikova's weg naar olympische roem. In Squaw Valley werd ze de eerste olympisch kampioene op de 1500 en 3000 meter. Bij haar deelname op de Winterspelen van 1964 in Innsbruck heerste ze op alle vier de afstanden en won ze viermaal goud. Haar dominante optreden werd verbeterd op de Winterspelen van 1980 in Lake Placid toen Eric Heiden alle vijf de afstanden bij de mannen won. Met zes keer goud was ze lang de succesvolste olympische schaatser (man/vrouw).
Ze debuteerde in 1959 met een bronzen medaille op het WK van 1959. De Sovjet-Unie domineerde in die dagen het vrouwenschaatsen en leverde tussen 1948 en 1966 de wereldkampioene. Alleen in 1951, toen er geen Sovjetschaatssters deelnamen, ging de titel naar de Finse Eevi Huttunen. Op het WK van 1960 veroverde ze haar tweede bronzen medaille. Het jaar erop won ze voor de derde achtereenvolgende keer brons op het WK van 1961. In 1962 werd ze tweede en in 1963 werd ze voor het eerst wereldkampioene, in 1964 prolongeerde ze deze titel. Op beide kampioenschappen won ze alle vier de afstanden. Ze is daarmee de enige vrouw die op twee WK allroundtoernooien alle afstanden won. Ze behaalde bij haar acht deelnames aan het WK allround achttien afstandsmedailles (10-6-2).
In de tweede helft van de jaren 60 moest ze haar dominante positie bij internationale evenementen afstaan aan de opkomende Nederlandse schaatssters, eerst aan Stien Kaiser, gevolgd door Carry Geijssen en Ans Schut.
De schaatshal in de Russische stad Tsjeljabinsk is naar haar genoemd. Deze hal draagt haar bijnaam 'De bliksemschicht van de Oeral'.

## Resultaten
| Jaar | Olympische Spelen            | WK Allround | NK Allround |
| ---- | ---------------------------- | ----------- | ----------- |
| 1957 |                              |             | 15e         |
| 1958 |                              |             |             |
| 1959 |                              | Brons       | Brons       |
| 1960 | 4e 1000m · 1500m · 3000m     | Brons       | Brons       |
| 1961 |                              | Brons       | Brons       |
| 1962 |                              | Zilver      | Zilver      |
| 1963 |                              | Goud        | Brons       |
| 1964 | 500m · 1000m · 1500m · 3000m | Goud        | Zilver      |
| 1965 |                              |             |             |
| 1966 |                              |             |             |
| 1967 |                              | 4e          | Zilver      |
| 1968 | 11e 1500m 6e 3000m           | 7e          | 5e          |

### Medaillespiegel
| Kampioenschap     | Goud | Zilver | Brons |
| ----------------- | ---- | ------ | ----- |
| Olympische Spelen | 6    | 0      | 0     |
| WK Allround       | 2    | 1      | 3     |
| NK Allround       | 0    | 3      | 4     |

## Records

### Wereldrecords
| Nr. | Afstand    | Tijd   | Datum            | Baan         |
| --- | ---------- | ------ | ---------------- | ------------ |
| 1   | 1500 meter | 2.25,2 | 21 februari 1960 | Squaw Valley |
| 2   | 1000 meter | 1.31,8 | 22 februari 1963 | Karuizawa    |
| 3   | 3000 meter | 5.05,9 | 15 januari 1967  | Oslo         |

### Persoonlijke records
| Afstand    | Tijd   | Datum            | Baan         |
| ---------- | ------ | ---------------- | ------------ |
| 500 meter  | 45,0   | 30 januari 1964  | Innsbruck    |
| 1000 meter | 1.31,8 | 22 februari 1963 | Karuizawa    |
| 1500 meter | 2.21,8 | 27 januari 1962  | Medeo        |
| 3000 meter | 5.04,2 | 12 januari 1964  | Tsjeljabinsk |

### Wereldrecords laaglandbaan (officieus)
| Nr. | Afstand    | Tijd   | Datum            | Baan            |
| --- | ---------- | ------ | ---------------- | --------------- |
| 1.  | 1000 meter | 1.37,0 | 17 maart 1963    | Uppsala         |
| 2.  | 1000 meter | 1.34,6 | 21 december 1963 | Jekaterinenburg |
| 3.  | 1000 meter | 1.34,0 | 12 januari 1964  | Tsjeljabinsk    |
| 4.  | 1000 meter | 1.33,4 | 15 januari 1967  | Oslo            |

1960: Helga Haase ·
1964: Lidia Skoblikova ·
1968: Ljoedmila Titova ·
1972: Anne Henning ·
1976: Sheila Young ·
1980: Karin Enke ·
1984: Christa Rothenburger ·
1988: Bonnie Blair ·
1992: Bonnie Blair ·
1994: Bonnie Blair ·
1998: Catriona Le May-Doan ·
2002: Catriona Le May-Doan ·
2006: Svetlana Zjoerova ·
2010: Lee Sang-hwa ·
2014: Lee Sang-hwa ·
2018: Nao Kodaira ·
2022: Erin Jackson
1960: Klara Goeseva ·
1964: Lidia Skoblikova ·
1968: Carry Geijssen ·
1972: Monika Pflug ·
1976: Tatjana Averina ·
1980: Natalja Petroeseva ·
1984: Karin Enke ·
1988: Christa Rothenburger ·
1992: Bonnie Blair ·
1994: Bonnie Blair ·
1998: Marianne Timmer ·
2002: Christine Witty ·
2006: Marianne Timmer ·
2010: Christine Nesbitt ·
2014: Zhang Hong ·
2018: Jorien ter Mors ·
2022: Miho Takagi
1960: Lidia Skoblikova ·
1964: Lidia Skoblikova ·
1968: Kaija Mustonen ·
1972: Dianne Holum ·
1976: Galina Stepanskaja ·
1980: Annie Borckink ·
1984: Karin Enke ·
1988: Yvonne van Gennip ·
1992: Jacqueline Börner ·
1994: Emese Hunyady ·
1998: Marianne Timmer ·
2002: Anni Friesinger ·
2006: Cindy Klassen ·
2010: Ireen Wüst ·
2014: Jorien ter Mors ·
2018: Ireen Wüst ·
2022: Ireen Wüst
1960: Lidia Skoblikova ·
1964: Lidia Skoblikova ·
1968: Ans Schut ·
1972: Stien Baas-Kaiser ·
1976: Tatjana Averina ·
1980: Bjørg Eva Jensen ·
1984: Andrea Schöne ·
1988: Yvonne van Gennip ·
1992: Gunda Niemann ·
1994: Svetlana Bazjanova ·
1998: Gunda Niemann-Stirnemann ·
2002: Claudia Pechstein  ·
2006: Ireen Wüst ·
2010: Martina Sáblíková ·
2014: Ireen Wüst ·
2018: Carlijn Achtereekte ·
2022: Irene Schouten